# Alexander Chulaparambil
Alexander Chulaparambil (Kottayam, 14 ottobre 1877 – Kottayam, 8 gennaio 1951) è stato un vescovo cattolico indiano.

## Biografia
Ordinato prete nel 1906, nel 1914 fu nominato vicario apostolico di Kottayam per i fedeli siro-malabaresi ed eletto vescovo titolare di Busiri.
Nel 1923, avendo papa Pio XI elevato il vicariato apostolico ad eparchia, fu trasferito a quella sede residenziale.
Fondò la congregazione degli Oblati del Sacro Cuore per l'apostolato missionario presso i non cattolici, l'aiuto al clero diocesano nel suo ministero e la propagazione della devozione al Cuore di Gesù.
Morì nel 1951.

## Genealogia episcopale e successione apostolica
La genealogia episcopale è:
- Vescovo Johannes Wolfgang von Bodman
- Vescovo Marquard Rudolf von Rodt
- Vescovo Alessandro Sigismondo di Palatinato-Neuburg
- Vescovo Johann Jakob von Mayr
- Vescovo Giuseppe Ignazio Filippo d'Assia-Darmstadt
- Arcivescovo Clemente Venceslao di Sassonia
- Arcivescovo Massimiliano d'Asburgo-Lorena
- Vescovo Kaspar Max Droste zu Vischering
- Vescovo Joseph Louis Aloise von Hommer
- Vescovo Nicolas-Alexis Ondernard
- Vescovo Jean-Joseph Delplancq
- Cardinale Engelbert Sterckx
- Vescovo Jean-Joseph Faict
- Arcivescovo Paul Goethals, S.I.
- Patriarca Władysław Michał Zaleski
- Vescovo Alexander Chulaparambil

La successione apostolica è:
- Vescovo Thomas Tharayil (1945)